# Neil Aspinall
Neil Stanley Aspinall (Wales Prestatyn, 1941. október 13. – New York, 2008. március 24.) brit lemezkiadó és ügyvezető producer. A The Beatles útimarsallja és személyi asszisztense.
Aspinall Prestatyn-ben született, Észak-Walesben. A Liverpool Institute-ban osztálytársa volt Paul McCartneynak, és itt találkozott George Harrisonnal is, aki szintén ebben az iskolában tanult. A közeli Liverpool College of Art-ba járt ekkor John Lennon, s a fiúk ebédszüneteikben mindig a diák kávézóban lógtak. Aspinall 1959 júliusában elment az iskolából, és könyvelést tanult, majd két éven át könyvelőként is dolgozott.

## Az útimarsall
Akkortájt, 1959 augusztusában nyílt meg Mona Best pincéjében a Casbah kávézó, ahol a Beatles is játszott. Aspinall nagyon jó barátságba került Pete Besttel. Olyannyira, hogy rövidesen náluk bérelt szobát. A Beatles egy ideig tömegközlekedéssel járt a fellépéseire, ám egy idő múlva már 2-3 különböző helyen is zenéltek egy-egy este, így Aspinall kezdte részmunkaidőben fuvarozni a csapatot. Vett egy öreg furgont, és a szállítás fejében részesedett a fiúk koncertenkénti 5 shillinges fellépti díjából. Az együttes második hamburgi turnéja után lett véglegesen a road menedzserük, mert ezzel már többet keresett, mint előtte a könyvelői munkával. Aspinall vezette a furgont akkor is, amikor 1961. újév napjára időpontot kaptak meghallgatásra Londonban a Decca lemezkiadónál. Szilveszter este azonban Aspinall eltévedt az autóval, így a fiúk majdnem éjfélre értek célhoz. Ez erősen befolyásolta másnapi teljesítményüket, és végül a Decca nem is kötött velük szerződést. Mal Evans, segítsége a színpadi felszerelések szállításában, rakodásában, sőt, testőri munkája lehetővé tette Aspinall számára, hogy idővel egyéb tevékenységekre koncentrálhasson, pl. találkozók megszervezése, mindennemű bevásárlások lebonyolítása, legyen szó akár ruháról, akár ételről, italról.
1962 augusztusában Brian Epstein menedzser a Beatles lemezkarrierje érdekében kirúgta a zenekarból Bestet. Aspinallt feldühítette az eset, és kijelentette, hogy ő sem fog tovább dolgozni az együttes mellett. Best nyomatékos lebeszélésére hagyott fel ezzel a szándékával. A következő koncerten azért megkérdezte a fiúkat, miért kellett Bestet kirúgni, de alaposan megkapta a magáét, mert a válasz csak ennyi volt: Semmi közöd hozzá, te csak egy sofőr vagy itt! Aspinall végül is maradt a Beatlesnél. Időközben megszakadt a Bestéknél töltött idő alatt kialakult viszonya is Pete anyjával, ám a kapcsolatból született egy gyermeke, Vincent "Roag" Best.
Személyi asszisztensi munkája a Beatlesnél abból állt, hogy a zenekart koncertekre, találkozókra, rendezvényekre szállítsa, de egyébként alapvetően mindig készen kellett állnia, ha bárkinek, bármire, bármikor szüksége volt. Az USA-ban például, amikor Harrison lázasan feküdt az ágyában, Aspinallnak kellett helyettesítenie őt az Ed Sullivan Show kamerapróbáján. Londonban gyakran vitte a fiúkat vacsorázni a Soho-ba, valamelyik félhomályos night-clubba. Ilyenkor kész volt zseblámpával ellenőrizni, hogy a rendelésnek megfelelő mennyiségű adagot hozott-e ki a pincér a zenészeknek. Paul ezt mindig igen mulatságosnak tartotta.

## Zenei közreműködése
Bár Aspinall nem volt zenész, azért időnként közreműködött lemezfelvételeken is. Játszott tamburán a Within You Without You-ban, harmonikázott a Being for the Benefit of Mr. Kite! alatt, ütőhangszereket szólaltatott meg a Magical Mystery Tour-ban és énekelt a Yellow Submarine kórusában.

## A menedzser
Brian Epstein 1967 augusztusi halálával hatalmas űr keletkezett a Beatles menedzsmentjében. A zenekar Aspinallt kérte meg, hogy vegye nyakába a menedzseri feladatokat az 1968-ban alapított új cégüknél, az Apple Corpsnál. Ezt ideiglenesen el is vállalta, hangoztatva, hogy csak addig marad ebben a pozícióban, amíg nem találnak valaki mást. A Beatles lemezproducere, George Martin szerint egyébként sem rendelkezett a feladathoz szükséges kommunikációs képességgel. Aspinall maga is utálta az állandó irodai munkát, ami meg is látszott a minőségen – csak az étel-ital számlák növekedtek a cégnél.
Az új menedzser, Allen Klein érkeztével úgy tűnt, Aspinallnak mennie kell a cégtől, de Beatles tagjainak erőteljes fellépése hatására végül maradhatott. Klein felismerte ugyanis, hogy a cégen belüli hatalmi pozícióját Aspinall nem veszélyezteti. Később rengeteg idejét kötötte le az Apple Corps és Klein között 1977-ig húzódó pereskedés.
Az 1990-es évek elején a készülő Beatles Anthology ügyvezető producere volt. Azokon a felvételeken, amelyeket a már meglévő dokumentumokhoz csatoltak, a Beatles tagokon kívül csak Apinall, George Martin és Derek Taylor sajtófőnök látható. Folytatta tanácsadói tevékenységét a Beatles még élő tagjainak, közreműködött Lennon és Harrison hagyatékának gondozásában, felügyelte a zenés videók marketingjét.
Neil Aspinall 2008-ban hunyt el New Yorkban. Temetésén sokak mellett részt vett George Martin, Pete Best és Yoko Ono is.
1. 1 2  Find a Grave (angol nyelven). Find a Grave . (Hozzáférés: 2017. október 9.)
2. 1 2  Encyclopædia Britannica (angol nyelven). Encyclopædia Britannica Online . (Hozzáférés: 2017. október 9.)
3. 1 2  Discogs (angol nyelven). Discogs . (Hozzáférés: 2017. október 9.)
4. ↑  LIBRIS. Svéd Nemzeti Könyvtár, 2008. április 21. (Hozzáférés: 2018. augusztus 24.)